# 岐阜現代美術館
岐阜現代美術館（ぎふげんだいびじゅつかん）は、岐阜県関市にある篠田桃紅の作品を展示する美術館である。鍋屋バイテック関工園内にあり、財団法人岐阜現代美術財団が管理運営を行っている。
2024年（令和6年）3月28日に新館として「桃紅館」が開館。従来の岐阜現代美術館の建物は「大地館」に名称変更された。
岐阜現代美術財団が所蔵する篠田桃紅の作品約100点を中心とした美術品と鍋屋バイテック会社が所蔵する絵画等の作品約300点などから展示を行っているほか、館内で定期的にコンサートが開催されている。
岐阜県まちかど美術館・博物館に登録されている。

## 施設

### 大地館（TAICHI HALL）
1992年（平成4年）に竣工。円筒ドーム型の建物で前にプールなどが配され、1993年度の「日経ニューオフィス推進賞（通商産業大臣賞）」を受賞。設計は大野秀敏。絵画などの展示の他、ワークショップ、コンサート、講演会、シンポジウムなどの開催も可能な施設である。延床面積は459.22m2。
設備
- 展示室（262m2）
- ロビー
- 楽屋
- 収蔵庫

### 桃紅館（TOKO GALLERY）
2024年（令和6年）3月竣工。1階に篠田桃紅の作品を中心とする展示室、2階には篠田桃紅のアトリエを再現したスペースを有す。延床面積は769.43m2。
設備
- 展示室
- 桃紅アトリエ

1970年から2021年3月まで桃紅が使用した東京都港区南青山のアトリエを忠実に再現（一部は実物を使用）。

## 利用案内
- 開館時間：9:30 - 17:00
- 休館日：日曜日、祝日、第2・4土曜日、年末年始
- 入館料
  - 大地館：無料
  - 桃紅館：一般500円　高校生以下無料

## アクセス
- 名古屋鉄道犬山線新鵜沼駅・JR東海高山本線鵜沼駅よりタクシーで約20分。名鉄各務原線三柿野駅よりタクシーで約15分。
- 東海北陸自動車道 関インターチェンジより車で約5分。